# Syrrhopodon subdecolorans
Syrrhopodon subdecolorans là một loài rêu trong họ Calymperaceae. Loài này được Broth. mô tả khoa học đầu tiên năm 1906.